# Alireza Akbari
Alireza Akbari (en persan : علیرضا اکبری), né le 21 octobre 1961 et mort le 14 janvier 2023, est un homme politique iranien de nationalité iranienne et britannique. Il est le vice-ministre de la Défense du général Ali Shamkhani pendant la présidence du réformiste Mohammad Khatami.
Akbari est arrêté pour la première fois en Iran en 2009 et accusé d'espionnage pour la Grande-Bretagne. Il est de nouveau arrêté en 2019 alors qu'il voyageait du Royaume-Uni vers l'Iran et condamné à mort pour des accusations notamment d'espionnage pour le compte de la Grande-Bretagne. Akbari et sa famille ont rejeté toutes les accusations d'espionnage de l'Iran.
Akbari est exécuté par pendaison le 14 janvier 2023. L'exécution d'Akbari a suscité la controverse et la condamnation, en particulier de la classe politique britannique.

## Biographie

### Naissance et enfance
Alireza Akbari est né à Chiraz le 21 octobre 1961.

### Carrière
Akbari est membre de l'organisation militaire qui met en œuvre le cessez-le-feu de 1988 entre l'Iran et l'Irak, mettant fin à la guerre Iran-Irak. Il est considéré comme proche du ministre de la Défense Ali Shamkhani, dont il est l'adjoint de 1997 à 2002, de 1998 à 2003 ou de 2000 à 2005 selon les sources,,.
Après avoir quitté ses fonctions, il déménage au Royaume-Uni, où il devient un citoyen britannique et iranien à la double nationalité.

### Arrestation
En 2019, Akbari est arrêté lors d'une visite en Iran. Le 12 janvier 2023, l'IRNA publie une vidéo affirmant qu'Akbari a joué un rôle dans l'assassinat d'un des plus célèbres scientifiques nucléaire iranien, Mohsen Fakhrizadeh, tué lors d'une attaque en 2020 à l'extérieur de Téhéran. Akbari n'avoue pas être directement impliqué dans le complot, mais déclare qu'un agent britannique lui a demandé des informations.
La BBC publie ce qu'elle présente comme un enregistrement de l'appel téléphonique d'Akbari à sa famille depuis la prison, dans lequel il expliquerait qu'on lui administre de force des drogues et des substances chimiques, qu'il est détenu à l'isolement pendant de longues périodes, qu'il est forcé de faire des aveux enregistrés répétés et soumis à la torture.
Akbari est accusé par la justice iranienne d'avoir fourni des informations aux responsables britanniques concernant 178 personnalités iraniennes, dont Fakhrizadeh. Les responsables iraniens affirment qu'Akbari travaille par l'intermédiaire d'une société privée qui a des contacts directs avec des instituts de recherche dirigés par des responsables du renseignement à Londres.

### Condamnation à mort et exécution
Le 11 janvier 2023, l'agence de presse Mizan (fa), affiliée au système judiciaire iranien, annonce la condamnation à mort d'Alireza Akbari pour espionnage au profit du Royaume-Uni,. 
Avant l'exécution d'Akbari, l'agence de presse d'État iranienne, l'IRNA, annonce que la Cour suprême d'Iran a confirmé la condamnation à mort d'Akbari, déclarant qu'elle est fondée sur des "preuves corroborées". Le 14 janvier 2023, l'exécution par pendaison d'Akbari est annoncée,,. 

## Réactions à son exécution

### Réaction britannique
En janvier 2023, le gouvernement britannique (Sunak) estime que les accusations portées contre Akbari, un citoyen britannique, sont fausses et destinées à des négociations politiques. Le secrétaire d'État aux Affaires étrangères du Royaume-Uni, James Cleverly, voit dans son exécution « un acte politiquement motivé ». Avant l'exécution, le gouvernement britannique avait exhorté les responsables iraniens à ne pas procéder à l'exécution d'Akbari.
Le Premier ministre britannique Rishi Sunak s'est dit « consterné par l'exécution », fustigeant sur Twitter un « acte impitoyable et lâche, perpétré par un régime barbare qui ne respecte pas les droits de l’homme de sa propre population ».

### Autres réactions
Le président français Emmanuel Macron exprime sa solidarité et condamne l'exécution. Il déclare sur Twitter : « L'exécution d'Alireza Akbari est un acte odieux et barbare. Son nom s'ajoute à la trop longue liste de victimes de la répression et de la peine de mort en Iran. Solidarité avec le Royaume-Uni. Solidarité avec le peuple iranien ».
L'organisation de défense des droits humains Amnesty International qualifie l'exécution d'Akbari de « particulièrement horrible » et d'« atteinte odieuse au droit à la vie ». Amnesty demande également au gouvernement britannique « d'enquêter pleinement » sur les accusations selon lesquelles Akbari aurait été torturé et maltraité en prison et « de rechercher tous les moyens de demander des comptes aux autorités iraniennes ».